# 瑪麗亞·貝亞特麗切 (奧地利-埃斯特)
瑪麗亞·貝亞特麗切（義大利語：Maria Beatrice，1824年2月13日—1906年3月18日），摩德納公爵法蘭西斯科四世的女兒，母親是薩伏依的瑪麗亞·貝亞特麗切。

## 家庭
1847年，瑪麗亞·貝亞特麗切與蒙提宗伯爵胡安結婚。胡安的父親是前卡洛斯黨王位覬覦者卡洛斯王子，母親是葡萄牙的瑪麗亞·法蘭西絲卡。兩人共有兩個兒子：
1. 卡洛斯（1848年—1909年）
2. 阿方索·卡洛斯（1849年—1936年）